# Avenida de Mayo (subte de Buenos Aires)
Avenida de Mayo es una estación de la línea C de la red de subterráneos de la Ciudad de Buenos Aires ubicada debajo de la calle Bernardo de Irigoyen y su intersección con la Avenida de Mayo, en el barrio porteño de Monserrat.
La estación fue construida por la compañía española CHADOPyF e inaugurada junto al primer tramo de la línea C el 9 de noviembre de 1934 y tiene combinación con la estación Lima de la línea A. Al igual que en el resto de la línea, esta estación está decoradas con mayólicas y azulejos dedicados a paisajes españoles, por lo que esta línea es conocida como la Línea de los Españoles.
En 1997 esta estación fue declarada Monumento Histórico Nacional.

## Construcción
La construcción de la estación resultó compleja debido a la presencia de dos túneles que corrían a la altura de la Avenida de Mayo. Uno de ellos superficial, construido a cielo abierto: el de la Línea 1 de la Compañía de Transporte Anglo Argentina de subterráneo (hoy línea A); y otro de mayor profundidad y construido en bóveda, del Ferrocarril del Oeste (hoy Ferrocarril Sarmiento) de transporte de carga al Puerto Madero. Ambos túneles habían sido construidos en simultáneo gracias a un acuerdo entre ambas empresas en el año 1910, sin contemplar la futura presencia de otro túnel en el futuro, de manera que el espacio existente entre ambos era solo de 5,70 metros y por lo tanto la CHADOPyF (constructora de la línea C) tuvo que aplicar un método de construcción especial.
Se colocaron, a modo de piso del túnel y simultáneamente techo del del FCO ocho vigas, cuatro transversales y cuatro longitudinales, y se tendió un puente para el paso del subterráneo de la CTAA, cuya construcción no interrumpió en ningún momento el servicio de este último. La sección por la cual cruza la actual línea A es visible en la parte central de los andenes de la estación Avenida de Mayo, en donde el techo deja de ser en forma de bóveda para volverse plano. A su vez, se eligió el modelo de doble bóveda, de manera que los pilares centrales de la estación funcionaran como sostén del túnel superior.

## Decoración
Los azulejos que adornan las paredes de los andenes y boletería de esta estación son la excepción a la línea, evitando el amarillo que aparece dominante en todas las demás y las guardas florales, dibujos de jarrones o inscripciones árabes. Los azulejos en este caso son verdes y las guardas, anaranjadas y sin ornamentos.
La estación posee dos murales cerámicos. Uno de ellos está ubicado en el andén con dirección a Retiro, es de 4,30 x 2 metros y retrata una escena bajo el Acueducto Romano de Segovia, en dicha ciudad española, pero sin embargo no pertenece a la serie Paisajes de España ya que su boceto fue dibujado por Ignacio Zuloaga en 1934 y lo realizaron los Hijos de D. Zuloaga en la misma Segovia, España.
En el andén opuesto, con sentido a Constitución, se encuentra el mural España - Argentina MCMXXXIV que escapa a la temática decorativa general de la línea, reflejando la hermandad entre la madre patria y la Argentina próspera de la década de 1930. Tiene 3,9 x 1,95 metros y su boceto fue elaborado por Fernando Álvarez Sotomayor en 1934.

## Hitos urbanos
Se encuentran en las cercanías de esta:
- Consulados de: Cabo Verde, Israel y Suecia
- Fiscalía de Cámara - Contencioso, Administrativo y Tributario
- Fiscalía General Adjunta - Contencioso, Administrativo y Tributario
- Centro Educativo de Nivel Secundario N.º 5 y N°26
- Instituto Superior Metropolitano de Arte
- Plaza Roberto Arlt
- Avenida 9 de Julio
- Biblioteca Marisel Montoto Rodríguez
- Biblioteca de la Unión Industrial Argentina
- Biblioteca Centro de Información Documental Educativa
- Biblioteca Auditoría General de la Nación
- ex-Hotel París
- Hotel Castelar
- Academia Nacional del Tango de la República Argentina
- Los Bares Notables: Café Tortoni, Bar Iberia y Confitería del Hotel Castelar

## Imágenes

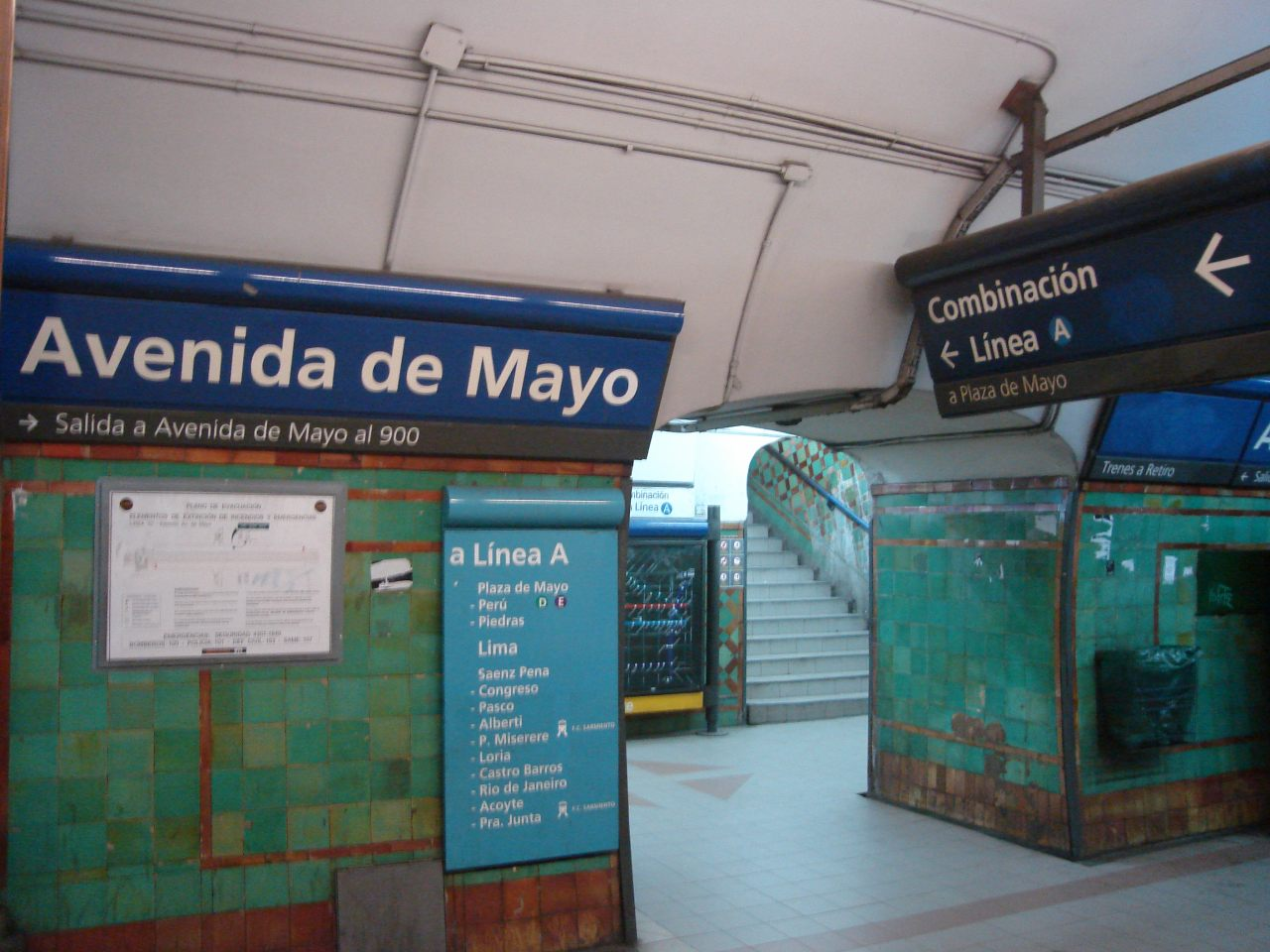
Salida y combinación con línea A en el andén a Retiro
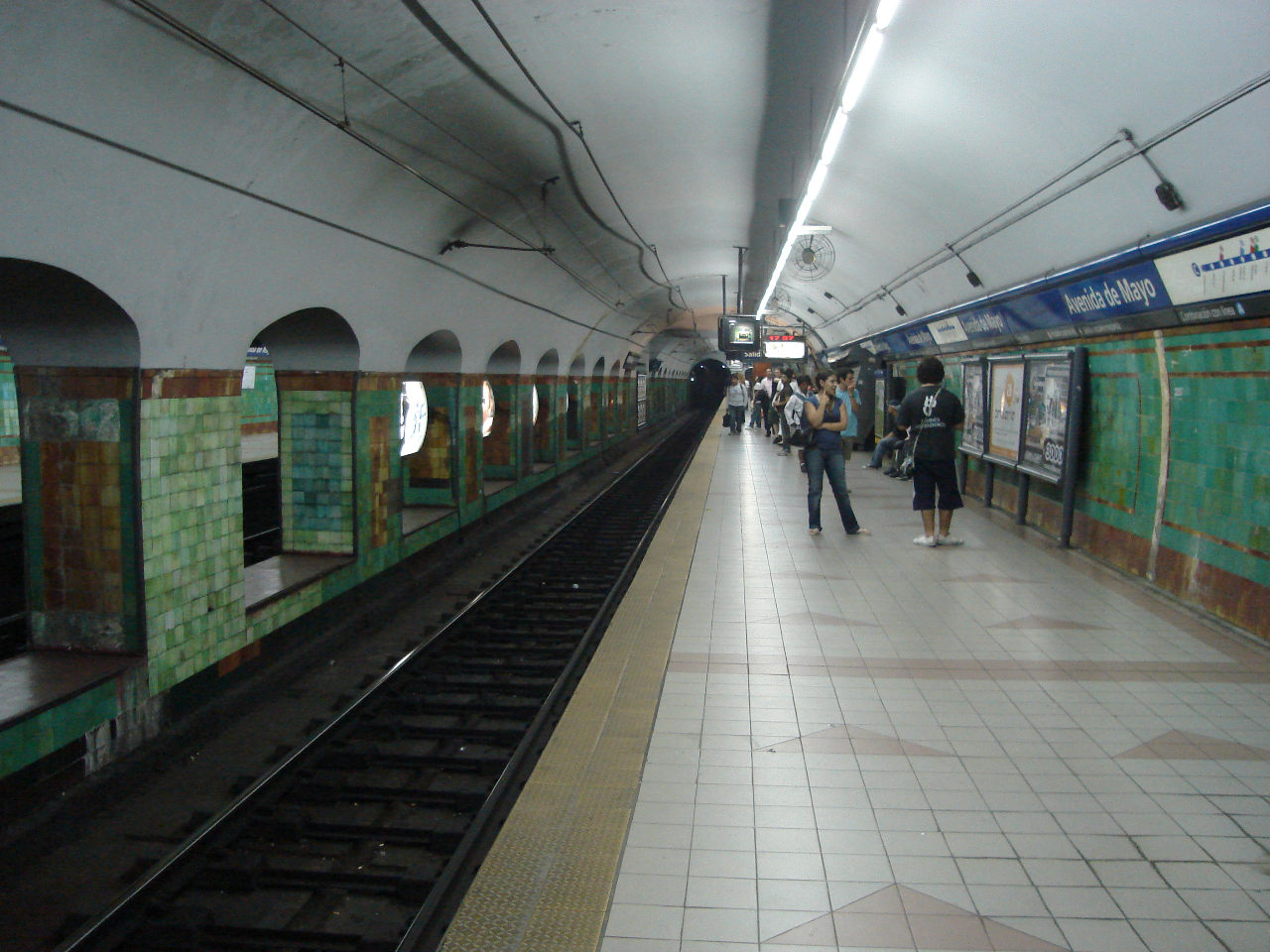
Andén hacia Retiro
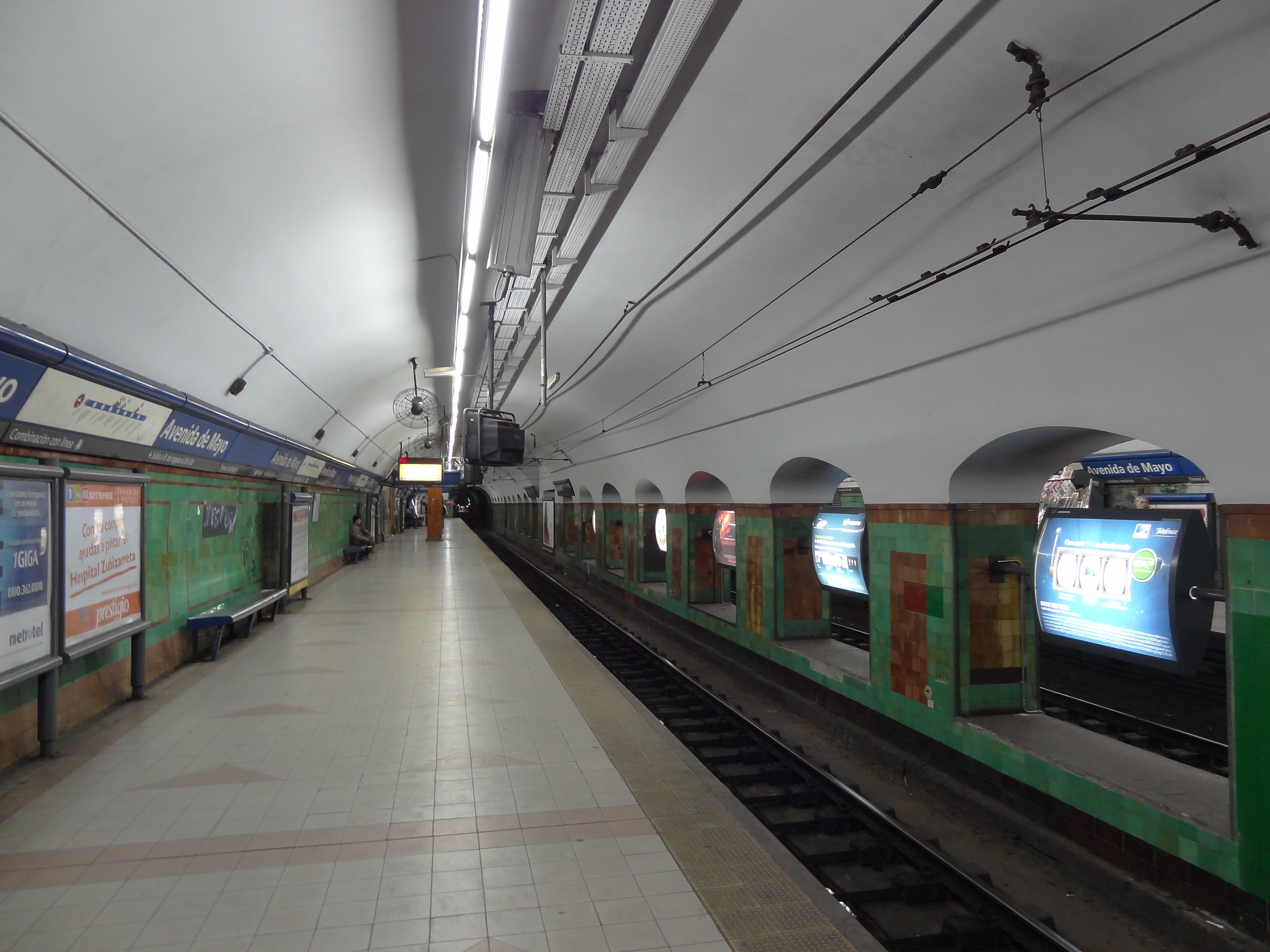
Andén hacia Constitución